# اسفند ۱۳۹۲
اسفند ۱۳۹۲، آخرین ماه سال ۱۳۹۲ هجری خورشیدی است.
آغاز آن پنجشنبه، ۱ اسفند ۱۳۹۲ برابر با ۲۰ فوریه ۲۰۱۴ میلادی است.

## رویدادها

### ۱۷ اسفند
- کاترین اشتون، رئیس سیاست خارجی و امور امنیتی اتحادیه اروپا برای یک سفر دو روزه وارد تهران شد. (ایسنا - بی‌بی‌سی فارسی - فارس)
- قسط دوم مطالبات مسدودشدۀ ایران به میزان ۴۵۰ میلیون دلار به حساب بانک مرکزی ایران واریز شد. (بی‌بی‌سی فارسی - )
- تیم ملی وزنه‌برداری نوجوانان ایران به مقام قهرمانی آسیا رسید. (ایرنا)

### ۱۶ اسفند
- وزارت خارجه ایران اتهام ارسال سلاح به حماس را تکذیب کرد.(بی‌بی‌سی فارسی ۱ و ۲ - ایرنا)
- مذاکرات کارشناسی ایران و گروه ۱+۵ پس از سه روز پایان یافت.(ایرنا - بی‌بی‌سی فارسی)
- ایران اعلام کرد که در چارچوب قرارداد فعلی حاضر به کاهش قیمت گاز صادراتی خود به ترکیه نیست. ترکیه چندی پیش از ایران به دیوان داوری بین‌المللی شکایت کرده بود. (شانا - رادیو فردا - بی‌بی‌سی فارسی)
- پژوهشگران دانشگاه علوم پزشکی تهران با استفاده از نانوذرات، حامل‌های دارویی تولید کردند که قابلیت جذب بالایی در کبد و طحال دارند. (مهر)

### ۱۵ اسفند
- تیم ملی فوتبال ایران در نخستین بازی تدارکاتی خود مقابل گینه با نتیجه ۲ بر ۱ شکست خورد. (رادیو فردا - تصاویر بازی از ایسنا - ایسنا)

### ۱۴ اسفند
- قسط اول مطالبات نفتی مسدودشده ایران پرداخت شد. (مهر - بی‌بی‌سی فارسی)